# Hypena subalbida
Hypena subalbida är en fjärilsart som beskrevs av George Thomas Bethune-Baker 1908. Hypena subalbida ingår i släktet Hypena och familjen nattflyn. Inga underarter finns listade i Catalogue of Life.